# Papilio tasso
Papilio tasso is een vlinder uit de familie van de pages (Papilionidae). De wetenschappelijke naam van dit taxon is voor het eerst geldig gepubliceerd in 1884 door Otto Staudinger. Voorheen werd het wel gezien als een afwijkende vorm van Papilio torquatus maar nu beschouwd als een kruising van die soort met Papilio himeros.